# Neogastropoda
Neogastropoda – rząd ślimaków należący do podgromady Caenogastropoda, w starszych ujęciach systematycznych zaliczany do podgromady przodoskrzelnych. Zwierzęta te mają wąską tarkę (radulę) i zwykle tylko 3 zęby w poprzecznym rzędzie. Muszla tych ślimaków jest bardzo różnorodnego kształtu, jej otwór z rurką syfonalną, zamykany rogowym wieczkiem. Układ nerwowy jest silnie skoncentrowany. Osphradium ich jest podwójnie pierzaste. Są to organizmy rozdzielnopłciowe, a samce posiadają duży narząd kopulacyjny po prawej stronie ciała. Należą tu formy drapieżne lub padlinożerne i prawie wyłącznie formy morskie, zamieszkujące niemal wszystkie morza i oceany. Są one najmłodszą grupą przodoskrzelnych, znaną od górnej kredy.

## Podział systematyczny
Do rzędu Neogastropoda należą następujące nadrodziny:
- Buccinoidea Rafinesque, 1815
- Conoidea J. Fleming, 1822
- Mitroidea Swainson, 1831
- Muricoidea Rafinesque, 1815
- Olivoidea Latreille, 1825
- Pholidotomoidea Cossmann, 1896 †
- Turbinelloidea Swainson, 1835
- Volutoidea Rafinesque, 1815